# 12-та флотилія підводних човнів Крігсмаріне
12-та флотилія підводних човнів Крігсмаріне (нім. 12. Unterseebootsflottille) — з'єднання, флотилія підводних човнів військово-морських сил Третього Рейху за часів Другої світової війни.

## Історія формування
12-та флотилія ПЧ була заснована 15 жовтня 1942 року під командуванням корветтен-капітана Клауса Шольца. 9 січня 1943 року у Бордо прибув перший німецький підводний човен U-178. До флотилії включили більшість човнів далекого радіусу дії, які здійснювали походи до південної Атлантики та в Індійський океан. Протягом серпня 1944 року більшість човнів покинула базу до Фленсбурга. 25 серпня 1944 року останніми двома човнами, які покинули Бордо, були U-534 і U-857.
У серпні 1944 року флотилію розформували. Решта особового складу (близько 220 осіб) під командуванням фрегаттен-капітана Шольца спробували прорватися наземним шляхом назад до Німеччини, але 11 вересня 1944 року вони були взяті в американський полон.

## Командири
| Час                             | Командир флотилії                                               |
| ------------------------------- | --------------------------------------------------------------- |
| 15 жовтня 1942 — 25 серпня 1944 | корветтен-капітан, з 1 липня 1944 фрегаттен-капітан Клаус Шольц |

## ПЧ, що входили до складу 12-ї флотилії
| Тип                                                                | Кількість | Номер ПЧ |
| ------------------------------------------------------------------ | --------- | --- |
| типу VIIF                                                          | 3         | U-1059, U-1061, U-1062 |
| типу IXD1                                                          | 2         | U-180, U-195 |
| типу IXD2                                                          | 22        | U-177, U-178, U-179, U-181, U-182, U-196, U-197, U-198, U-199, U-200, U-847, U-848, U-849, U-850, U-851, U-852, U-859, U-860, U-861, U-862, U-863, U-871 |
| типу XB                                                            | 6         | U-117, U-118, U-119, U-219, U-220, U-233 |
| типу XIV                                                           | 9         | U-459, U-460, U-461, U-462, U-463, U-487, U-488, U-489, U-490                                                                                            |
| Трофейні ПЧ (італійські підводні човни, захоплені на базі BETASOM) | 4         | UIT-22, UIT-23 типу «Люцці»; UIT-24 типу «Марчелло»; UIT-25 типу «Марконі»                                                                               |

Тридцять дев'ять із 42 німецьких підводних човнів, що входили до 12-ї флотилії, були знищені під час виконання ними бойових завдань. До того, як база в Бордо була захоплена союзниками, U-861, U-862 і U-1061 встигли втекти, і їх передали іншим флотиліям підводних човнів.